# Wrytra
Wrytra (वृत्र, trl. vṛtra) – demon, istota o formie gigantycznego węża lub smoka. Jeden z asurów, prawdopodobnie najsilniejszy z nich. 
Występuje jako negatywny bohater najważniejszego mitu Rygwedy o uwolnieniu wód i światła. Według mitologii wedyjskiej ukradł on chmury deszczowe, powodując suszę i zastój w rozwoju wszechświata. Indra, król bogów, główny przeciwnik Wrytry zabija go, ustanawiając ponownie porządek we wszechświecie. Ma on do pomocy grupę bogów zwanych Marutami oraz  wadźrę, piorun który otrzymał od ryszich.